# DNEG
La DNEG, precedentemente Double Negative, è un'azienda inglese operativa nel campo degli effetti speciali digitali.

## Storia
Fondata nel 1998 a Londra, con solo 30 dipendenti, crebbe poi fino a contare più di 5.000 dipendenti. La casa ha sedi a Singapore, Vancouver, Mumbai (aperta subito dopo la fusione con Prime-Focus), Los Angeles, Chennai e Montréal.
L'azienda ha ricevuto diverse nomination dalla Visual Effects Society Awards, BAFTA e Oscar per le sue produzioni. Ha co-prodotto, nel 2013, il film Rush, diretto da Ron Howard.

## Filmografia[4]
- Interstellar
- L'uomo d'acciaio
- Les Misérables
- Godzilla
- The Bourne Legacy
- Total Recall - Atto di forza
- Battleship
- Biancaneve e il cacciatore
- Pirati! Briganti da strapazzo
- John Carter
- Captain America - Il primo Vendicatore
- Iron Man 2
- Inception
- Scott Pilgrim vs. the World
- Sherlock Holmes
- Quantum of Solace
- Hellboy: The Golden Army
- Pitch Black
- Il cavaliere oscuro - Il ritorno
- Il cavaliere oscuro
- Batman Begins
- The Bourne Ultimatum
- I figli degli uomini
- Il codice da Vinci
- Doom
- Giovani aquile
- Kingdom of Heaven
- Orgoglio e pregiudizio
- United 93
- World Trade Center
- Harry Potter e i Doni della Morte - Parte 1
- Harry Potter e i Doni della Morte - Parte 2
- Harry Potter e il principe mezzosangue
- Harry Potter e l'Ordine della Fenice
- Harry Potter e il Calice del Fuoco
- L'alba dei morti dementi
- Cloverfield
- 10.000 AC
- 2012
- Paul
- Wonder Woman
- Assassinio sul Nilo (Death on the Nile)
- Oppenheimer